# باولو هنريكي أموريم
باولو هنريكي أموريم (بالبرتغالية: Paulo Henrique Amorim‏) هو صحفي برازيلي، ولد في 22 فبراير 1942 في ريو دي جانيرو في البرازيل.